# Víctor Martínez Málaga
Víctor Martínez Málaga (Arequipa, 23 de mayo de 1890 – 28 de noviembre de 1976) fue un pintor figurativo peruano, especialmente apreciado por sus retratos y paisajes del sur andino. Dirigió también la Escuela Regional de Bellas Artes “Carlos Baca Flor” de Arequipa.

## Reseña biográfica
Fue hijo del músico Lucas Manuel Martínez y de Natividad Málaga. La temprana muerte de sus padres lo llevó a pasar parte de su infancia en la casa de una tía en el puerto de Mollendo. Allí empezó su pasión por la pintura y una vida aventurera que lo condujo a Chile, donde residió durante dos décadas y trabajó como ilustrador de carteles de cine y teatro.
En 1918 volvió con una compañía teatral a Arequipa y decidió establecerse en su ciudad natal, entregándose de lleno a la pintura cuyo oficio había aprendido de manera autodidacta. En Arequipa, Martínez Málaga se vinculó a los principales artistas y escritores locales, se incorporó al Centro Artístico y ganó los principales premios de su especialidad, convirtiéndose en una de las figuras más destacadas de la renovación de la pintura peruana emprendida en esos años.
El artista pasó también largas temporadas en el Cusco, donde hizo estrecha amistad con el fotógrafo Martín Chambi Jiménez y realizó su primera exposición individual.
Más tarde realizará una serie de muestras individuales y participará en numerosas exposiciones colectivas en Arequipa, Puno, Lima, La Paz y otras ciudades.
En 1933 es nombrado profesor de artes plásticas en el Colegio Nacional de la Independencia.
En 1951 pasa a ser profesor de la recién fundada Escuela Regional de Bellas Artes, cuya dirección asume al año siguiente y ejerce hasta 1966, año en que se jubila para dedicarse íntegramente a la pintura hasta el fin de sus días.

## Obra
Entre los artistas peruanos de su generación, Martínez Málaga sobresalió por sus especiales dotes como retratista. “La figura humana —señaló a propósito el poeta César Atahualpa Rodríguez— tiene en él uno de los pintores más acertados”. Junto a los trabajos que hizo por encargo, el artista desarrolló una vasta obra en la que retrataba con maestría a campesinos y trabajadores, especialmente de Arequipa y el Cusco. Su dominio del óleo lo llevó también a cultivar las escenas costumbristas y una serie de paisajes urbanos y rurales de las ciudades que frecuentó, interesándose en particular por el registro de los matices luminosos. Varios de sus retratos forman parte de la Galería de la Municipalidad de Arequipa, mientras que otros, como la mayor parte de su obra paisajista y costumbrista, se encuentran dispersos en colecciones privadas en Arequipa, Lima, Cusco y en los Estados Unidos. 